# Nieky Holzken
Nieky "The Natural" Holzken (* 16. Dezember 1983 in Helmond) ist ein niederländischer Muay Thai / Kickboxer und Boxer, der für das Golden Glory Gym in Breda, Niederlande kämpft. Er ist zweifacher Europameister im Muay Thai, Sieger des K1 MAX Tournaments 2006 in Skandinavien sowie Glory Weltergewichts Champion 2013.

## Karriere

### Kickboxen
Nieky Holzken gab sein K-1 Debüt am 26. November 2006 beim K1 World MAX Nord-Europa-Qualifikationsturnier in Stockholm, Schweden. Er gewann das Turnier mit 3 aufeinanderfolgenden KO Siegen über Björn Kjöllerström, Joakim Karlsson und Elias Daniel. Durch den Sieg qualifizierte er sich für den K1 World MAX Grand Prix 2007, wo er gegen den späteren Sieger Buakaw Por. Pramuk nach Punkten verlor.
Sein Debüt in der Glory World Series gab er am 26. Mai 2012 beim Glory 1: Stockholm Event. Hier kämpfte er gegen Alex Tobiasson Harris, den er in der zweiten Runde via TKO bezwang.
Seinen größten Erfolg feierte er am 21. Dezember 2013 bei Glory 13: Tokio. Hier konnte er sich nach einem Punktsieg über Karapet Karapetyan im Halbfinale sowie einen KO Sieg im Finale über Joseph Valtellini den Glory Weltergewichts Titel sichern. Da er verletzungsbedingt fast das ganze Jahr 2014 keinen Kampf bestritt, wurde sein Titel vakant. Am 7. August 2015 konnte er sich den Titel erneut holen. Er besiegte den US-Amerikaner Raymond Daniels bei Glory 23 in Las Vegas. Der Kampf wurde in der 3 Runde vom Ringrichter beendet nach dem Daniels ein Platzwunde über dem linken Auge erlitt.
Holzken gilt darüber hinaus als der Kickboxer mit den besten boxerischen Fähigkeiten, was sich auch in seiner Profikarriere widerspiegelt.

### Boxen
Sein Debüt im Profiboxen bestritt er am 3. März 2013 und siegte durch K. o. in der zweiten Runde gegen den gebürtigen Ukrainer Anatolij Baron. Im Februar 2016 gewann er den Benelux-Meistertitel im Supermittelgewicht einstimmig gegen Farouk Daku und verteidigte diesen im Juli 2016 einstimmig gegen Matingu Kindele.
Im Februar 2018 besiegte er den Russen Wiktor Polyakow vorzeitig in der zweiten Runde. Polyakow war Olympiateilnehmer 2004 und hatte im Juli 2017 Giovanni de Carolis beim Kampf um den WBA-International-Titel besiegt. Aufgrund seiner bisherigen Erfolge ersetzte er im Februar 2018 den erkrankten Jürgen Brähmer im Halbfinale des Turniers World Boxing Super Series, unterlag dort jedoch einstimmig nach Punkten gegen Callum Smith.
Im April 2018 besiegte er Bernard Donfack vorzeitig in der dritten Runde.

## Erfolge
- Glory
  - Glory Weltergewichts Champion 2013
  - Glory Weltergewichts Champion 2015

- WFCA
  - 2011 WFCA K-1 Regeln Super Mittelgewichts Weltmeister

- SIMTA
  - 2007 SIMTA 72KG Europameister

- K-1
  - K1 World MAX Nord Europa Qualifikationsturnier Sieger

- Liver Kick.com
  - 2013 Fight of the Year vs. Joseph Valtellini on December 21[1]

- SIMTA
  - 2005 SIMTA Leichtgewicht Europameister.

- MON
  - 2004 M.O.N Sieger der offenen Niederländischen Amateur Meisterschaft (-71 kg)